# Campeonato de Fórmula 3 de 2022
O Campeonato de Fórmula 3 de 2022 foi a quarta temporada do Campeonato de Fórmula 3 da FIA, um campeonato de automobilismo para automóveis de Fórmula 3 que é sancionado pela Federação Internacional de Automobilismo (FIA). É uma categoria de monopostos que serve como o terceiro nível de corridas de fórmulas no Caminho Global da FIA. A competição foi disputada em apoio ao Campeonato Mundial de Fórmula 1 e sua categoria irmã, a Fórmula 2, com cada rodada ocorrendo em conjunto com um Grande Prêmio.
Para a temporada de 2022, um novo chassi deveria ser introduzido, mas esta mudança foi cancelada pelas medidas de corte de custos introduzidas por causa da pandemia de COVID-19.
O piloto da ART Grand Prix, Victor Martins, foi consagrado campeão.
A equipe Prema Racing conquistou o tricampeonato.

## Pilotos e equipes
Os seguintes pilotos e equipes disputaram o Campeonato de Fórmula 3 da FIA de 2022. Todas as equipes competiram com um chassi Dallara F3 2019 idêntico, equipado com um motor V6 de aspiração natural desenvolvido pela Mecachrome.
| Equipe                | N.º | Pilotos             | Rodadas  |
| --------------------- | --- | ------------------- | -------- |
| Trident               | 1   | Jonny Edgar         | 1, 4–9   |
| Trident               | 1   | Oliver Rasmussen    | 2–3      |
| Trident               | 2   | Roman Staněk        | Todas    |
| Trident               | 3   | Zane Maloney        | Todas    |
| Prema Racing          | 4   | Arthur Leclerc      | Todas    |
| Prema Racing          | 5   | Jak Crawford        | Todas    |
| Prema Racing          | 6   | Oliver Bearman      | Todas    |
| ART Grand Prix        | 7   | Victor Martins      | Todas    |
| ART Grand Prix        | 8   | Grégoire Saucy      | Todas    |
| ART Grand Prix        | 9   | Juan Manuel Correa  | 1, 3–9   |
| MP Motorsport         | 10  | Caio Collet         | Todas    |
| MP Motorsport         | 11  | Alexander Smolyar   | 1–3, 5–9 |
| MP Motorsport         | 11  | Filip Ugran         | 4        |
| MP Motorsport         | 12  | Kush Maini          | Todas    |
| Charouz Racing System | 14  | László Tóth         | Todas    |
| Charouz Racing System | 15  | Ayrton Simmons      | 1        |
| Charouz Racing System | 15  | David Schumacher    | 2, 8     |
| Charouz Racing System | 15  | Lirim Zendeli       | 3        |
| Charouz Racing System | 15  | Zdeněk Chovanec     | 4–5      |
| Charouz Racing System | 15  | Christian Mansell   | 6–7      |
| Charouz Racing System | 15  | Alessandro Famularo | 9        |
| Charouz Racing System | 16  | Francesco Pizzi     | Todas    |
| Hitech Grand Prix     | 17  | Kaylen Frederick    | Todas    |
| Hitech Grand Prix     | 18  | Isack Hadjar        | Todas    |
| Hitech Grand Prix     | 19  | Nazim Azman         | Todas    |
| Campos Racing         | 20  | David Vidales       | Todas    |
| Campos Racing         | 21  | Hunter Yeany        | 1–5, 9   |
| Campos Racing         | 21  | Oliver Goethe       | 6–7      |
| Campos Racing         | 21  | Sebastián Montoya   | 8        |
| Campos Racing         | 22  | Pepe Martí          | Todas    |
| Jenzer Motorsport     | 23  | Ido Cohen           | Todas    |
| Jenzer Motorsport     | 24  | Niko Kari           | 1        |
| Jenzer Motorsport     | 24  | Federico Malvestiti | 2–9      |
| Jenzer Motorsport     | 25  | William Alatalo     | Todas    |
| Carlin                | 26  | Zak O'Sullivan      | Todas    |
| Carlin                | 27  | Brad Benavides      | Todas    |
| Carlin                | 28  | Enzo Trulli         | Todas    |
| Van Amersfoort Racing | 29  | Franco Colapinto    | Todas    |
| Van Amersfoort Racing | 30  | Rafael Villagómez   | Todas    |
| Van Amersfoort Racing | 31  | Reece Ushijima      | Todas    |

### Mudanças nas equipes
- A equipe Van Amersfoort Racing entrou no grid do Campeonato de Fórmula 3 da FIA em 2022 após adquirir os ativos da HWA Racelab em outubro de 2021.[34]

## Testes de pós-temporada
Após o encerramento da temporada, o Campeonato de Fórmula 3 da FIA organizou seus tradicionais testes de pós-temporada, na pista de Jerez, nos dias 21 a 23 de setembro:
| Etapa                   | Circuito          | Data de realização | Piloto mais rápido no geral  |
| ----------------------- | ----------------- | ------------------ | ---------------------------- |
| Testes de pós-temporada | Circuito de Jerez | 21-23 de Setembro  | Gabriel Bortoleto - 1:29.554 |

### Os pilotos que guiaram nos testes de pré-temporada foram:
| Equipe                | N.º | Piloto              | Dia        |
| --------------------- | --- | ------------------- | ---------- |
| Trident               | 1   | Leonardo Fornaroli  | Todos      |
| Trident               | 2   | Gabriel Bortoleto   | Todos      |
| Trident               | 3   | Oliver Goethe       | Todos      |
| Prema Racing          | 4   | Paul Aron           | Todos      |
| Prema Racing          | 5   | Zak O'Sullivan      | Todos      |
| Prema Racing          | 6   | Dino Beganovic      | Todos      |
| ART Grand Prix        | 7   | Kaylen Frederick    | Dias 1-2   |
| ART Grand Prix        | 7   | Brad Benavides      | Dia 3      |
| ART Grand Prix        | 8   | Grégoire Saucy      | Dia 1      |
| ART Grand Prix        | 8   | Roberto Faria       | Dias 2-3   |
| ART Grand Prix        | 9   | Nikola Tsolov       | Todos      |
| MP Motorsport         | 10  | Franco Colapinto    | Todos      |
| MP Motorsport         | 11  | Jonny Edgar         | Todos      |
| MP Motorsport         | 12  | Mari Boya           | Todos      |
| Charouz Racing System | 14  | Emmo Fittipaldi     | Dia 1      |
| Charouz Racing System | 14  | Matías Zagazeta     | Dias 2 e 3 |
| Charouz Racing System | 15  | Alessandro Famularo | Todos      |
| Charouz Racing System | 16  | Nicola Marinangeli  | Todos      |
| Hitech Grand Prix     | 17  | Sebastián Montoya   | Todos      |
| Hitech Grand Prix     | 18  | Gabriele Minì       | Todos      |
| Hitech Grand Prix     | 19  | Reece Ushijima      | Todos      |
| Campos Racing         | 20  | Francesco Pizzi     | Dia 3      |
| Campos Racing         | 20  | Christian Mansell   | Dias 1 e 2 |
| Campos Racing         | 21  | Francesco Pizzi     | Dia 1      |
| Campos Racing         | 21  | Hugh Barter         | Dias 2 e 3 |
| Campos Racing         | 22  | Pepe Martí          | Todos      |
| Jenzer Motorsport     | 23  | Alex García         | Todos      |
| Jenzer Motorsport     | 24  | Taylor Barnard      | Todos      |
| Jenzer Motorsport     | 25  | Nikita Bedrin       | Todos      |
| Carlin                | 26  | Hadrien David       | Dia 2      |
| Carlin                | 26  | Hunter Yeany        | Dias 1 e 3 |
| Carlin                | 27  | Joel Granfors       | Todas      |
| Carlin                | 28  | Arias Deukmedjian   | Todas      |
| Van Amersfoort Racing | 29  | Max Esterson        | Dias 2 e 3 |
| Van Amersfoort Racing | 29  | Noel León           | Dia 1      |
| Van Amersfoort Racing | 30  | Rafael Villagómez   | Todas      |
| Van Amersfoort Racing | 31  | Roberto Faria       | Dia 1      |
| Van Amersfoort Racing | 31  | Lorenzo Fluxà       | Dias 2 e 3 |

## Calendário
Um calendário provisório com nove etapas de duas corridas cada foi anunciado em 15 de outubro de 2021:
| Etapa  | Circuito                                  | Corrida 1      | Corrida 2      |
| ------ | ----------------------------------------- | -------------- | -------------- |
| 1      | Circuito Internacional do Barém, Sakhir   | 19 de março    | 20 de março    |
| 2      | Circuito de Ímola, Ímola                  | 23 de abril    | 24 de abril    |
| 3      | Circuito de Barcelona-Catalunha, Montmeló | 21 de maio     | 22 de maio     |
| 4      | Circuito de Silverstone, Silverstone      | 2 de julho     | 3 de julho     |
| 5      | Red Bull Ring, Spielberg                  | 9 de julho     | 10 de julho    |
| 6      | Hungaroring, Mogyoród                     | 30 de julho    | 31 de julho    |
| 7      | Circuito de Spa-Francorchamps, Stavelot   | 27 de agosto   | 28 de agosto   |
| 8      | Circuito de Zandvoort, Zandvoort          | 3 de setembro  | 4 de setembro  |
| 9      | Autódromo Nacional de Monza, Monza        | 10 de setembro | 11 de setembro |
| Fonte: |                                           |                |                |

### Mudanças no calendário
Depois de alterar o formato do fim de semana para três corridas por etapa em 2021, o formato será revertido para mais fins de semana de corrida com duas corridas cada em 2022.
- O Circuito Internacional do Barém esteve parte do calendário pela primeira vez como a abertura da temporada.
- O Circuito de Ímola também fez parte do calendário pela primeira vez.
- As rodadas em Silverstone e Monza voltaram depois de não estarem presentes na temporada de 2021.
- As rodadas em Paul Ricard e Sóchi não foram mais apresentadas no calendário depois de serem exibidas em 2021.

## Mudanças no regulamento

### Mudanças esportivas
O formato do fim de semana de corrida retornou a um formato semelhante ao das temporadas anteriores a 2021. No sábado, apenas uma corrida era realizada, com o grid ainda formado pela inversão dos doze primeiros pilotos da qualificação, enquanto a corrida do domingo era iniciada na ordem de qualificação.
O campeonato tinha um formato de pontuação reformulado. Os pontos para a pole position e volta mais rápida foram cortados cada um pela metade; passando a conceder dois pontos para a pole e um para a volta mais rápida em cada corrida. Os pontos para a corrida 1 foram alterados significativamente, com dez pontos sendo atribuídos ao vencedor, nove pontos para o segundo, depois oito para o terceiro, e descia até um ponto para o décimo. As alterações também foram aplicadas para a outra categoria de apoio da Fórmula 1, o Campeonato de Fórmula 2 da FIA.

## Resultados e classificações

### Resumo da temporada
| Etapa | Etapa | Circuito                        | Pole position     | Volta mais rápida | Piloto vencedor   | Equipe vencedora      |
| ----- | ----- | ------------------------------- | ----------------- | ----------------- | ----------------- | --------------------- |
| 1     | C     | Circuito Internacional do Barém |                   | Zane Maloney      | Isack Hadjar      | Hitech Grand Prix     |
| 1     | L     | Circuito Internacional do Barém | Franco Colapinto  | Roman Staněk      | Victor Martins    | ART Grand Prix        |
| 2     | C     | Circuito de Ímola               |                   | Oliver Bearman    | Franco Colapinto  | Van Amersfoort Racing |
| 2     | L     | Circuito de Ímola               | Zane Maloney      | Roman Staněk      | Roman Staněk      | Trident               |
| 3     | C     | Circuito de Barcelona-Catalunha |                   | Jak Crawford      | David Vidales     | Campos Racing         |
| 3     | L     | Circuito de Barcelona-Catalunha | Roman Staněk      | Victor Martins    | Victor Martins    | ART Grand Prix        |
| 4     | C     | Circuito de Silverstone         |                   | Isack Hadjar      | Isack Hadjar      | Hitech Grand Prix     |
| 4     | L     | Circuito de Silverstone         | Zak O'Sullivan    | Jak Crawford      | Arthur Leclerc    | Prema Racing          |
| 5     | C     | Red Bull Ring                   |                   | Arthur Leclerc    | Jak Crawford      | Prema Racing          |
| 5     | L     | Red Bull Ring                   | Isack Hadjar      | Isack Hadjar      | Isack Hadjar      | Hitech Grand Prix     |
| 6     | C     | Hungaroring                     |                   | Caio Collet       | Caio Collet       | MP Motorsport         |
| 6     | L     | Hungaroring                     | Alexander Smolyar | Zak O'Sullivan    | Alexander Smolyar | MP Motorsport         |
| 7     | C     | Circuito de Spa-Francorchamps   |                   | Jonny Edgar       | Oliver Bearman    | Prema Racing          |
| 7     | L     | Circuito de Spa-Francorchamps   | Caio Collet       | Zane Maloney      | Zane Maloney      | Trident               |
| 8     | C     | Circuito de Zandvoort           |                   | Caio Collet       | Caio Collet       | MP Motorsport         |
| 8     | L     | Circuito de Zandvoort           | Zane Maloney      | Zane Maloney      | Zane Maloney      | Trident               |
| 9     | C     | Autódromo Nacional de Monza     |                   | Alexander Smolyar | Franco Colapinto  | Van Amersfoort Racing |
| 9     | L     | Autódromo Nacional de Monza     | Alexander Smolyar | Jonny Edgar       | Zane Maloney      | Trident               |

### Sistema de pontuação
Os pontos eram atribuídos aos dez melhores classificados em ambas as corridas. O pole position da corrida longa também recebia dois pontos, e um ponto era dado ao piloto que estabelecesse a volta mais rápida nas corridas longa e curta, desde que esse piloto terminasse entre os dez primeiros. Nenhum ponto extra era concedido ao pole position da corrida curta, pois o grid para essa era definido pela inversão dos doze melhores qualificados.
Pontos da corrida curta
Os pontos eram atribuídos aos dez melhores classificados. Pontos bônus eram concedidos ao piloto que estabelece a volta mais rápida e terminasse entre os dez primeiros. Nenhum ponto de volta mais rápida era concedido se fosse ela definida por um piloto fora dos dez primeiros.
| Posição | 1º | 2º | 3º | 4º | 5º | 6º | 7º | 8º | 9º | 10º | VMR |
| Pontos  | 10 | 9  | 8  | 7  | 6  | 5  | 4  | 3  | 2  | 1   | 1   |

Pontos da corrida longa
Os pontos eram atribuídos aos dez melhores classificados. Pontos bônus eram concedidos ao pole position e ao piloto que estabelecesse a volta mais rápida e terminasse entre os dez primeiros.
| Posição | 1º | 2º | 3º | 4º | 5º | 6º | 7º | 8º | 9º | 10º | Pole | VMR |
| Pontos  | 25 | 18 | 15 | 12 | 10 | 8  | 6  | 4  | 2  | 1   | 2    | 1   |

### Campeonato de Pilotos
| Pos. | Pilotos             | BAR | BAR | IMO | IMO | CAT | CAT | SIL | SIL | RBR | RBR | HUN | HUN | SPA | SPA | ZAN | ZAN | MNZ | MNZ | Pontos |
| Pos. | Pilotos             | CC  | CL  | CC  | CL  | CC  | CL  | CC  | CL  | CC  | CL  | CC  | CL  | CC  | CL  | CC  | CL  | CC  | CL  | Pontos |
| ---- | ------------------- | --- | --- | --- | --- | --- | --- | --- | --- | --- | --- | --- | --- | --- | --- | --- | --- | --- | --- | ------ |
| 1    | Victor Martins      | Ret | 1   | 2   | 9   | Ret | 1   | 2   | 7   | 8   | 2   | 6   | 10  | 21  | Ret | 7   | 2   | 10  | 4   | 139    |
| 2    | Zane Maloney        | 4   | Ret | 6   | Ret | 21  | 13  | 7   | 11  | Ret | 5   | 10  | 2   | Ret | 1   | 17  | 1   | 4   | 1   | 134    |
| 3    | Oliver Bearman      | 2   | 6   | 12  | 17  | 12  | 5   | 9   | 3   | 16  | 3   | 5   | 3   | 1   | 3   | 11  | 25  | 2   | 2   | 132    |
| 4    | Isack Hadjar        | 1   | 25  | 5   | 3   | 10  | 3   | 1   | 5   | 10  | 1   | 4   | 18  | 9   | 14  | 6   | 5   | 27  | 9   | 123    |
| 5    | Roman Staněk        | 24  | 22  | 4   | 1   | 8   | 2   | 6   | Ret | 5   | 11  | 9   | 12  | 2   | 2   | 10  | 4   | 12  | 6   | 117    |
| 6    | Arthur Leclerc      | 5   | 2   | 13  | 4   | 4   | 16  | 8   | 1   | 4   | 4   | 27  | 8   | 5   | 11  | 12  | 12  | 8   | 5   | 114    |
| 7    | Jak Crawford        | 27  | 7   | 3   | 2   | 2   | 6   | 10  | 6   | 1   | 22  | 20  | 5   | 11  | 17  | 9   | 6   | 7   | 3   | 109    |
| 8    | Caio Collet         | 7   | Ret | 24† | 11  | 3   | 7   | 11  | 4   | 2   | 27  | 1   | 9   | 10  | 6   | 1   | 7   | 3   | 20  | 88     |
| 9    | Franco Colapinto    | 25  | 5   | 1   | 22  | Ret | 8   | 13  | Ret | 3   | 6   | 2   | 15  | 15  | 12  | 13  | 3   | 1   | 15  | 76     |
| 10   | Alexander Smolyar   | 3   | 23  | 8   | 14  | 6   | 4   | NP  | NP  | 9   | 7   | 15  | 1   | 3   | 9   | 14  | 10  | 25  | 27† | 74     |
| 11   | Zak O'Sullivan      | 6   | 18  | Ret | 6   | 18  | 27† | 14  | 2   | 12  | 17  | 18  | 4   | 20  | 13  | 3   | 23  | Ret | 11  | 54     |
| 12   | Jonny Edgar         | 13  | 11  | NP  | NP  | NP  | NP  | 15  | 8   | 7   | 21  | 13  | 24  | 4   | 5   | 4   | 9   | 5   | 8   | 46     |
| 13   | Juan Manuel Correa  | 9   | 4   | NP  | NP  | 5   | 10  | 21  | Ret | Ret | 10  | 12  | 6   | 17  | 15  | 2   | 24  | 13  | 24  | 39     |
| 14   | Kush Maini          | 15  | 16  | 20  | 5   | 17  | 25  | 4   | 22  | 19  | 25† | 3   | 7   | 13  | Ret | 18  | 11  | 11  | 13  | 31     |
| 15   | Grégoire Saucy      | Ret | 3   | Ret | 23† | 11  | 11  | 18  | 25  | 11  | 14  | 7   | 11  | 12  | Ret | 5   | Ret | 6   | 28† | 30     |
| 16   | David Vidales       | 10  | 8   | 11  | 8   | 1   | Ret | 12  | 9   | 18  | 12  | Ret | 13  | 7   | 8   | 21  | Ret | NL  | Ret | 29     |
| 17   | Kaylen Frederick    | 8   | 10  | 16  | 7   | 7   | 9   | 5   | 12  | 6   | 23  | 19  | 20  | Ret | 16  | 15  | 13  | Ret | 25  | 27     |
| 18   | William Alatalo     | 11  | 9   | 15  | 10  | 15  | 12  | 19  | 16  | Ret | 8   | 16  | 16  | 6   | 7   | 30  | Ret | 14  | 7   | 24     |
| 19   | Oliver Goethe       | NP  | NP  | NP  | NP  | NP  | NP  | NP  | NP  | NP  | NP  | 8   | 28  | Ret | 4   | NP  | NP  | NP  | NP  | 15     |
| 20   | Reece Ushijima      | 12  | 17  | Ret | 18  | 9   | 19  | 3   | 10  | 17  | 13  | 11  | 14  | 14  | 10  | 22  | 19  | 19  | 10  | 13     |
| 21   | Sebastián Montoya   | NP  | NP  | NP  | NP  | NP  | NP  | NP  | NP  | NP  | NP  | NP  | NP  | NP  | NP  | 8   | 8   | NP  | NP  | 7      |
| 22   | Oliver Rasmussen    | NP  | NP  | 7   | Ret | 16  | 14  | NP  | NP  | NP  | NP  | NP  | NP  | NP  | NP  | NP  | NP  | NP  | NP  | 4      |
| 23   | Brad Benavides      | 21  | 20  | 14  | Ret | 25  | Ret | Ret | 20  | 20  | 20  | Ret | 22  | 8   | 18  | 26  | Ret | 18  | 14  | 3      |
| 24   | Rafael Villagómez   | 17  | 12  | 9   | 20  | 14  | Ret | 26  | Ret | Ret | 15  | 17  | 21  | 23  | 19  | 28  | Ret | 26  | Ret | 2      |
| 25   | Pepe Martí          | 28† | 13  | Ret | 15  | 13  | 20  | 20  | 23  | 13  | Ret | 14  | 29  | Ret | 22  | 19  | 14  | 9   | 26  | 2      |
| 26   | Ido Cohen           | 14  | 15  | 23  | 13  | 23  | 22  | 17  | 15  | 14  | 9   | Ret | 17  | 24† | Ret | 29  | 16  | 15  | 12  | 2      |
| 27   | Francesco Pizzi     | 19  | Ret | 10  | Ret | 24  | 17  | 24  | 14  | 15  | 24  | 21  | 27  | 19  | 21  | 16  | 18  | 17  | 16  | 1      |
| 28   | David Schumacher    | NP  | NP  | 18  | 12  | NP  | NP  | NP  | NP  | NP  | NP  | NP  | NP  | NP  | NP  | 20  | 15  | NP  | NP  | 0      |
| 29   | Federico Malvestiti | NP  | NP  | Ret | 21  | 19  | 21  | 25  | 13  | 21  | 26  | 26  | 25  | 18  | 26  | 24  | 20  | 16  | 18  | 0      |
| 30   | Niko Kari           | 26  | 14  | NP  | NP  | NP  | NP  | NP  | NP  | NP  | NP  | NP  | NP  | NP  | NP  | NP  | NP  | NP  | NP  | 0      |
| 31   | Lirim Zendeli       | NP  | NP  | NP  | NP  | 20  | 15  | NP  | NP  | NP  | NP  | NP  | NP  | NP  | NP  | NP  | NP  | NP  | NP  | 0      |
| 32   | Nazim Azman         | 16  | Ret | 21  | 19  | Ret | 18  | 22  | Ret | 24  | 16  | 23  | 26  | 16  | 20  | 25  | 21  | 21  | 21  | 0      |
| 33   | Hunter Yeany        | 23  | 21  | 17  | 16  | 27  | 26  | 16  | 19  | 22  | Les | Les | Les | Les | Les | Les | Les | 24  | 17  | 0      |
| 34   | Enzo Trulli         | 20  | 26  | 22  | 24  | 22  | 24  | 27  | 17  | 25  | 18  | 24  | 19  | DSQ | 24  | 23  | 17  | 20  | 22  | 0      |
| 35   | Ayrton Simmons      | 18  | 19  | NP  | NP  | NP  | NP  | NP  | NP  | NP  | NP  | NP  | NP  | NP  | NP  | NP  | NP  | NP  | NP  | 0      |
| 36   | Filip Ugran         | NP  | NP  | NP  | NP  | NP  | NP  | 23  | 18  | NP  | NP  | NP  | NP  | NP  | NP  | NP  | NP  | NP  | NP  | 0      |
| 37   | László Tóth         | 22  | 24  | 19  | 25  | 26  | 23  | Ret | 21  | 23  | 19  | 25  | Ret | 22  | 25  | 27  | 22  | 22  | 19  | 0      |
| 38   | Christian Mansell   | NP  | NP  | NP  | NP  | NP  | NP  | NP  | NP  | NP  | NP  | 22  | 23  | Ret | 23  | NP  | NP  | NP  | NP  | 0      |
| 39   | Alessandro Famularo | NP  | NP  | NP  | NP  | NP  | NP  | NP  | NP  | NP  | NP  | NP  | NP  | NP  | NP  | NP  | NP  | 23  | 23  | 0      |
| 40   | Zdeněk Chovanec     | NP  | NP  | NP  | NP  | NP  | NP  | Ret | 24  | 26  | Ret | NP  | NP  | NP  | NP  | NP  | NP  | NP  | NP  | 0      |
| Pos. | Pilotos             | CC  | CL  | CC  | CL  | CC  | CL  | CC  | CL  | CC  | CL  | CC  | CL  | CC  | CL  | CC  | CL  | CC  | CL  | Pontos |
| Pos. | Pilotos             | BAR | BAR | IMO | IMO | CAT | CAT | SIL | SIL | RBR | RBR | HUN | HUN | SPA | SPA | ZAN | ZAN | MNZ | MNZ | Pontos |

### Campeonato de Equipes
| Pos. | Equipes               | BAR | BAR | IMO | IMO | CAT | CAT | SIL | SIL | RBR | RBR | HUN | HUN | SPA | SPA | ZAN | ZAN | MNZ | MNZ | Pontos |
| Pos. | Equipes               | CC  | CL  | CC  | CL  | CC  | CL  | CC  | CL  | CC  | CL  | CC  | CL  | CC  | CL  | CC  | CL  | CC  | CL  | Pontos |
| ---- | --------------------- | --- | --- | --- | --- | --- | --- | --- | --- | --- | --- | --- | --- | --- | --- | --- | --- | --- | --- | ------ |
| 1    | Prema Racing          | 2   | 2   | 3   | 2   | 2   | 5   | 8   | 1   | 1   | 3   | 5   | 3   | 1   | 3   | 9   | 6   | 2   | 2   | 355    |
| 1    | Prema Racing          | 5   | 6   | 12  | 4   | 4   | 6   | 9   | 3   | 4   | 4   | 20  | 5   | 5   | 11  | 11  | 12  | 7   | 3   | 355    |
| 1    | Prema Racing          | 27  | 7   | 13  | 17  | 12  | 16  | 10  | 6   | 16  | 22  | 27  | 8   | 11  | 17  | 12  | 25  | 8   | 5   | 355    |
| 2    | Trident               | 4   | 11  | 4   | 1   | 8   | 2   | 6   | 8   | 5   | 5   | 9   | 2   | 2   | 1   | 4   | 1   | 4   | 1   | 301    |
| 2    | Trident               | 13  | 22  | 6   | Ret | 16  | 13  | 7   | 11  | 7   | 11  | 10  | 12  | 4   | 2   | 10  | 4   | 5   | 6   | 301    |
| 2    | Trident               | 24  | Ret | 7   | Ret | 21  | 14  | 15  | Ret | Ret | 21  | 13  | 24  | Ret | 5   | 17  | 9   | 12  | 8   | 301    |
| 3    | ART Grand Prix        | 9   | 1   | 2   | 9   | 5   | 1   | 2   | 7   | 8   | 2   | 6   | 6   | 12  | 15  | 2   | 2   | 6   | 4   | 208    |
| 3    | ART Grand Prix        | Ret | 3   | Ret | 23† | 11  | 10  | 18  | 25  | 11  | 10  | 7   | 10  | 17  | Ret | 5   | 24  | 10  | 24  | 208    |
| 3    | ART Grand Prix        | Ret | 4   | NP  | NP  | Ret | 11  | 21  | Ret | Ret | 14  | 12  | 11  | 21  | Ret | 7   | Ret | 13  | 28  | 208    |
| 4    | MP Motorsport         | 3   | 16  | 8   | 5   | 3   | 4   | 4   | 4   | 2   | 7   | 1   | 1   | 3   | 6   | 1   | 7   | 3   | 15  | 195    |
| 4    | MP Motorsport         | 7   | 23  | 20  | 11  | 6   | 7   | 11  | 18  | 9   | 25† | 3   | 7   | 10  | 9   | 14  | 10  | 11  | 20  | 195    |
| 4    | MP Motorsport         | 15  | Ret | 24† | 14  | 17  | 25  | 23  | 22  | 19  | 27  | 15  | 9   | 13  | Ret | 18  | 11  | 25  | 27† | 195    |
| 5    | Hitech Grand Prix     | 1   | 10  | 5   | 3   | 7   | 3   | 1   | 5   | 6   | 1   | 4   | 18  | 9   | 14  | 6   | 5   | 21  | 9   | 150    |
| 5    | Hitech Grand Prix     | 8   | 25  | 16  | 7   | 10  | 9   | 5   | 12  | 10  | 16  | 19  | 20  | 16  | 16  | 15  | 13  | 27  | 21  | 150    |
| 5    | Hitech Grand Prix     | 16  | Ret | 21  | 19  | Ret | 18  | 22  | Ret | 24  | 23  | 23  | 26  | Ret | 20  | 25  | 21  | Ret | 25  | 150    |
| 6    | Van Amersfoort Racing | 12  | 5   | 1   | 18  | 9   | 8   | 3   | 10  | 3   | 6   | 2   | 14  | 14  | 10  | 13  | 3   | 1   | 10  | 91     |
| 6    | Van Amersfoort Racing | 17  | 12  | 9   | 20  | 14  | 19  | 13  | Ret | 17  | 13  | 11  | 15  | 15  | 12  | 22  | 19  | 19  | 14  | 91     |
| 6    | Van Amersfoort Racing | 25  | 17  | Ret | 22  | Ret | Ret | 26  | Ret | Ret | 15  | 17  | 23  | 23  | 19  | 28  | Ret | 26  | Ret | 91     |
| 7    | Carlin                | 6   | 18  | 14  | 6   | 18  | 24  | 14  | 2   | 12  | 17  | 18  | 4   | 8   | 13  | 3   | 17  | 18  | 11  | 57     |
| 7    | Carlin                | 20  | 20  | 22  | 24  | 22  | 27† | 27  | 17  | 20  | 18  | 24  | 19  | 20  | 18  | 23  | 23  | 20  | 13  | 57     |
| 7    | Carlin                | 21  | 26  | Ret | Ret | 25  | Ret | Ret | 20  | 25  | 20  | Ret | 22  | DSQ | 24  | 26  | Ret | Ret | 22  | 57     |
| 8    | Campos Racing         | 10  | 8   | 11  | 8   | 1   | 20  | 12  | 9   | 13  | 12  | 8   | 13  | 7   | 4   | 8   | 8   | 9   | 17  | 53     |
| 8    | Campos Racing         | 23  | 13  | 17  | 15  | 13  | 26  | 16  | 19  | 18  | Ret | 14  | 28  | Ret | 8   | 19  | 14  | 24  | 26  | 53     |
| 8    | Campos Racing         | 28† | 21  | Ret | 16  | 27  | Ret | 20  | 23  | 22  | Les | Ret | 29  | Ret | 22  | 21  | Ret | NL  | Ret | 53     |
| 9    | Jenzer Motorsport     | 11  | 9   | 15  | 10  | 15  | 12  | 17  | 13  | 14  | 8   | 16  | 16  | 6   | 7   | 24  | 16  | 14  | 7   | 26     |
| 9    | Jenzer Motorsport     | 14  | 14  | 23  | 13  | 19  | 21  | 19  | 15  | 21  | 9   | 25  | 17  | 18  | 26  | 29  | 20  | 15  | 12  | 26     |
| 9    | Jenzer Motorsport     | 26  | 15  | Ret | 21  | 23  | 22  | 25  | 16  | Ret | 26  | Ret | 25  | 24† | Ret | 30  | Ret | 16  | 18  | 26     |
| 10   | Charouz Racing System | 18  | 19  | 10  | 12  | 20  | 15  | 24  | 14  | 15  | 19  | 21  | 23  | 19  | 21  | 16  | 15  | 17  | 16  | 1      |
| 10   | Charouz Racing System | 19  | 24  | 18  | 25  | 24  | 17  | Ret | 21  | 23  | 24  | 22  | 27  | 22  | 23  | 20  | 18  | 22  | 19  | 1      |
| 10   | Charouz Racing System | 22  | Ret | 19  | Ret | 26  | 23  | Ret | 24  | 26  | Ret | 26  | Ret | Ret | 25  | 27  | 22  | 23  | 23  | 1      |
| Pos. | Equipes               | CC  | CL  | CC  | CL  | CC  | CL  | CC  | CL  | CC  | CL  | CC  | CL  | CC  | CL  | CC  | CL  | CC  | CL  | Pontos |
| Pos. | Equipes               | BAR | BAR | IMO | IMO | CAT | CAT | SIL | SIL | RBR | RBR | HUN | HUN | SPA | SPA | ZAN | ZAN | MNZ | MNZ | Pontos |